# Igreja Presbiteriana na Itália

A Igreja Presbiteriana na Itália (em italiano Chiesa Presbiteriana in Italia) - IPI - é uma denominação presbiteriana e reformada na Itália, formada a partir do trabalho missionário da Agência Presbiteriana de Missões Transculturais (APMT), da Igreja Presbiteriana do Brasil (IPB).

## História
O Presbiterianismo se estabeleceu na Itália a partir da Igreja da Escócia, que fundou congregações no país no Século XX. Todavia, suas congregações realizam os cultos em inglês, o que torna sua adesão predominantemente formada por imigrantes escoceses na Itália.
Em 1996, foi formada, pelo Rev. Nilton Freitas e imigrantes brasileiros, na cidade de Torino uma congregação evangélica. Todavia, a igreja começou a realizar cultos na língua italiana e receber italianos como membros.
Em 2004, o Rev. Humberto Arisa de Oliveira, pastor da Agência Presbiteriana de Missões Transculturais (APMT), da Igreja Presbiteriana do Brasil (IPB), mudou-se para Torino, para dar assistência a igreja iniciada ali. Em 2008, o missionário mudou-se para Legnano (Milão), na Lombardia, para onde a igreja foi transferida.
Em 2014, a igreja começou a ordenar seus próprios presbíteros e em 2015 mudou-se para um edifício maior.
Em janeiro de 2020, uma segunda igreja foi fundada em Brescia. Logo, a Igreja Presbiteriana na Itália passou ser formada por duas igrejas locais.
Em março de 2024, a terceira igreja da denominação foi estabelecida em Asti.
Em 2025, foram iniciados os projetos de plantação de outras 3 igrejas, nas cidades de Novara, Sanremo e Monza.

## Doutrina
Como é uma denominação fundada a partir de missões da Igreja Presbiteriana do Brasil, a IPI é uma denominação conservadora. Subscreve oficialmente a Confissão de Fé de Westminster, Catecismo Maior de Westminster e Breve Catecismo de Westminster e não ordena mulheres.

## Relações Intereclesiásticas
A IPI se relaciona com outras denominações presbiterianas europeias como a Igreja Evangélica Presbiteriana da Espanha, que também foi fundada por missionários da APMT-IPB.
A Igreja Presbiteriana e Reformada na Itália é outra denominação presbiteriana do país, constituída a partir de missões da Igreja Presbiteriana na América e Igrejas Reformadas Unidas na América do Norte. Está denominação possui igrejas em Milão, Passignano sul Trasimeno, Lecce e Perugia. A IPI mantém vínculos fraternais com os missionários destas igrejas.
A Igreja Presbiteriana de Pinheiros, uma igreja local federada à IPB, também atua na plantação de outra igreja presbiteriana em Pistoia.